# She's Always a Woman
"She's Always a Woman" é uma canção do álbum de Billy Joel do ano de 1977 The Stranger. É uma canção de amor sobre uma mulher moderna, que ele se apaixona por suas falhas e por suas perfeições. O single ocupou a posição #17 nas paradas dos Estados Unidos, e #53 no Reino Unido.

## Posição em tabelas internacionais
| Tabela (1977)                                | Posição ocupada |
| -------------------------------------------- | --------------- |
| UK Singles Chart                             | 53              |
| U.S. Billboard Hot 100                       | 17              |
| U.S. Billboard Hot Adult Contemporary Tracks | 2               |
| Tabela (1978)                                | Posição ocupada |
| Dutch Top 40                                 | 12              |

## Covers
- A banda americana de indie rock Copeland lançou um cover da canção em 2004 no álbum Know Nothing Stays the Same.
- John Stevens apresentou a canção nas semifinais do programa American Idol.
- John Barrowman lançou uma versão cover da canção no seu álbum de 2007 Another Side.